# (36378) 2000 OL19
2000 OL19 (asteroide 36378) é um asteroide da cintura principal. Possui uma excentricidade de 0.20657320 e uma inclinação de 4.84154º.
Este asteroide foi descoberto no dia 29 de julho de 2000 por LINEAR em Socorro.